# Philip Barantini

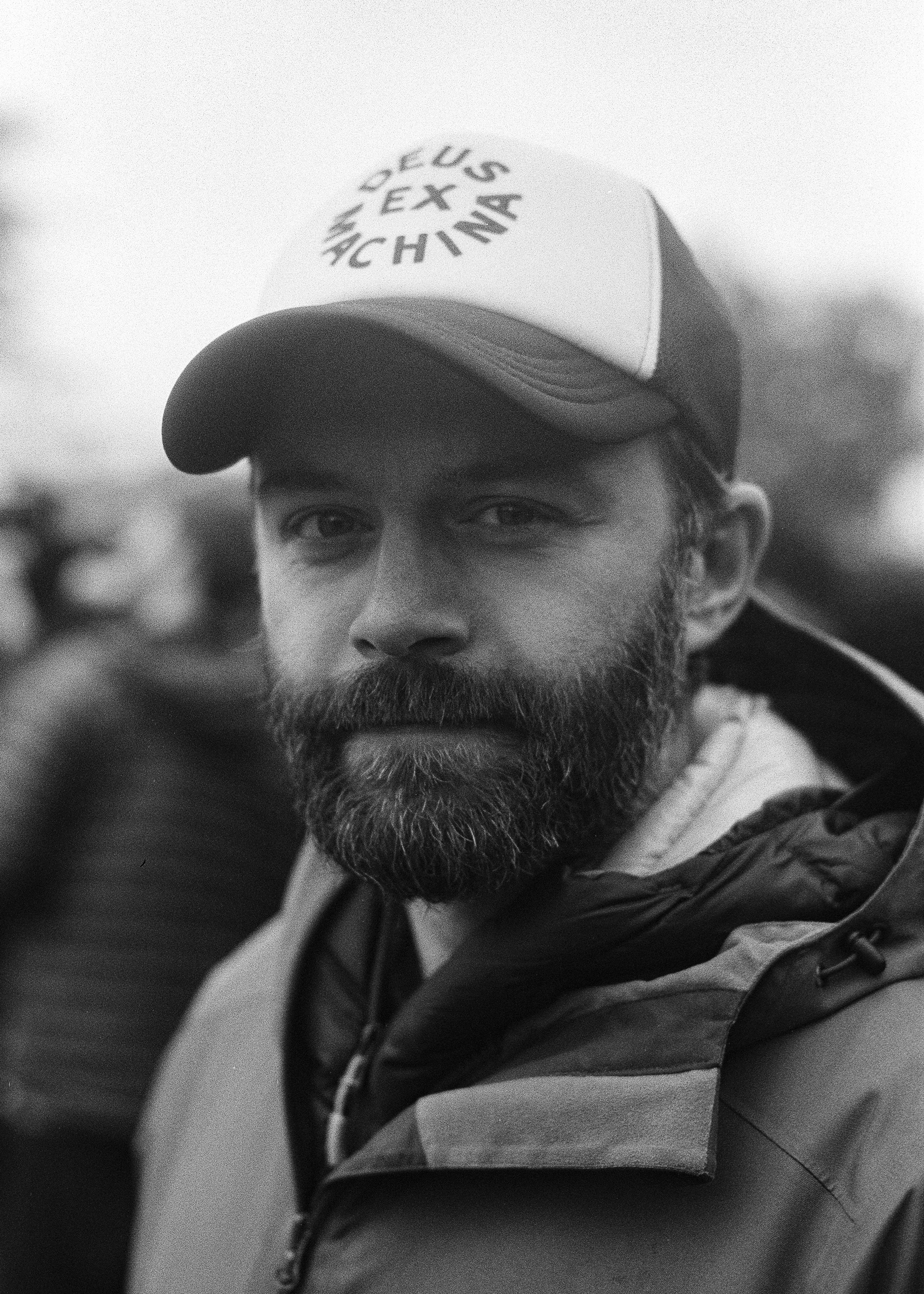
Philip Barantini (2022)

Philip Barantini (* 13. Juli 1980 in Liverpool) ist ein britischer Filmschauspieler, Filmregisseur und Drehbuchautor.

## Leben
Philip Barantini wurde 1980 in Liverpool geboren. Bis zum Alter von 16 Jahren besuchte er die Schule in Widnes. Während seiner Schulzeit beschäftigte er sich mit Schauspielen und trat in Produktionen von The Seven Sided Dice und Robin Hood auf. Im Alter von 17 Jahren kam Barantini nach London, um das BBC-Drama Big Cat zu drehen. Nach Big Cat wurde er in der britischen Fernsehsendung Dream Team besetzt, in der er den Fußballer Billy O’Neill spielte.
Villain, sein Regiedebüt bei einem Spielfilm, wurde im Laufe des Jahres 2020 über verschiedene Kanäle weltweit veröffentlicht. Sein zweiter Spielfilm Yes, Chef!, mit Stephen Graham in der Hauptrolle, für den er gemeinsam mit James Cummings auch das Drehbuch schrieb und der eine Fortführung seines BIFA-nominierten Kurzfilms Boiling Point ist, feierte im August 2021 beim Karlovy Vary International Film Festival seine Premiere.

## Filmografie
- 1998–2000: Dream Team (Fernsehserie, 139 Folgen)
- 2001: Band of Brothers – Wir waren wie Brüder (Band of Brothers, Fernsehserie, 9 Folgen)
- 2002: The Escapist
- 2003: Ned Kelly
- 2003: The Boys and Girl from County Clare
- 2012: Hard Boiled Sweets
- 2013: Young, High and Dead
- 2014: Cryptic
- 2014: The Spoiler
- 2015: World War Dead: Rise of the Fallen
- 2018: Genesis
- 2018: Nightshooters
- 2019: Chernobyl (Fernsehserie, 2 Folgen)
- 2019: Boiling Point (Kurzfilm, Regie und Drehbuch)
- 2019: Seconds Out (Kurzfilm, Regie)
- 2020: Villain (Regie)
- 2021: Yes, Chef! (Boiling Point, Regie und Drehbuch)
- 2025: Adolescence (Miniserie, 4 Folgen, Regie)

## Auszeichnungen
British Independent Film Award
- 2019: Nominierung als Bester britischer Kurzfilm (Boiling Point)
- 2021: Nominierung als Bester britischer Independent-Film (Yes, Chef!)
- 2021: Nominierung für die Beste Regie (Yes, Chef!)

Emmy
- 2025: Nominierung für die Beste Regie in einer Miniserie (Adolescence)

Internationales Filmfestival Karlovy Vary
- 2021: Nominierung für den Kristallglobus (Yes, Chef!)[4]

Zurich Film Festival
- 2021: Nominierung für das Goldene Auge (Yes, Chef!)[5]